# 杉山祐之
杉山 祐之（すぎやま ひろゆき、1962年 - ）は、日本のジャーナリスト、読売新聞記者。
鹿児島県出身。東京外国語大学中国語学科卒業後、読売新聞社入社。新潟支局、ハノイ支局勤務ののち、計十数年にわたり北京特派員。中国総局長、論説委員などを経て、中国駐在編集委員。

## 著書

### 単著
- 覇王と革命 : 中国軍閥史一九一五-二八 杉山祐之 著 白水社 2012。ISBN 978-4560082560
- 張作霖 : 爆殺への軌跡一八七五-一九二八 杉山祐之 著 白水社 2017。ISBN 978-4560095348

### 翻訳
- 〈反日〉からの脱却 馬立誠 著,杉山祐之 訳 中央公論新社 2003。ISBN 4120034542　のち『反日 : 中国は民族主義を越えられるか』 (中公文庫) ISBN 978-4122054820